# Eschwege
Eschwege este un oraș în districtul rural Werra-Meißner din landul Hessa, Germania. Este sediul administrativ al districtului.

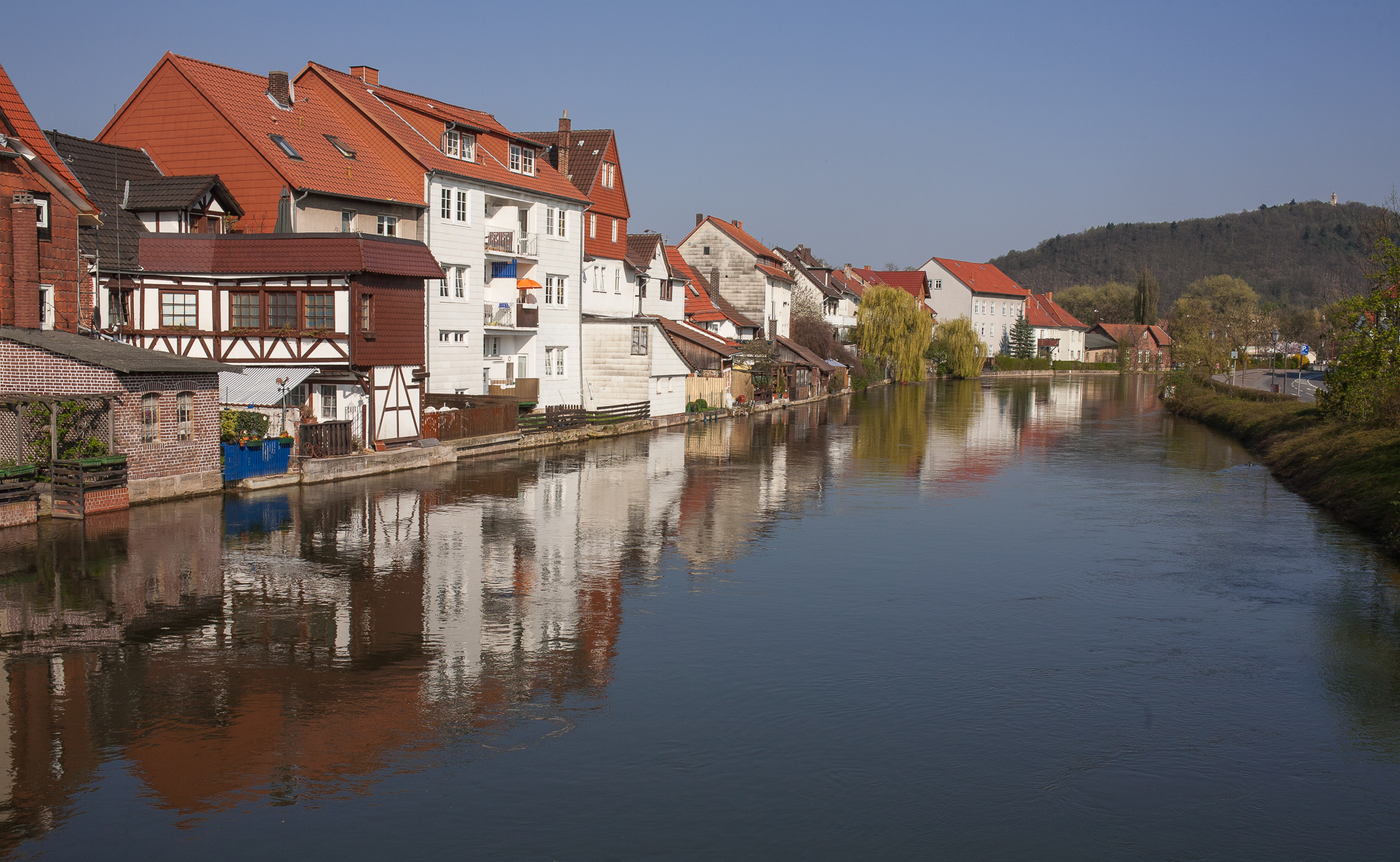
Râu Werra, Eschwege
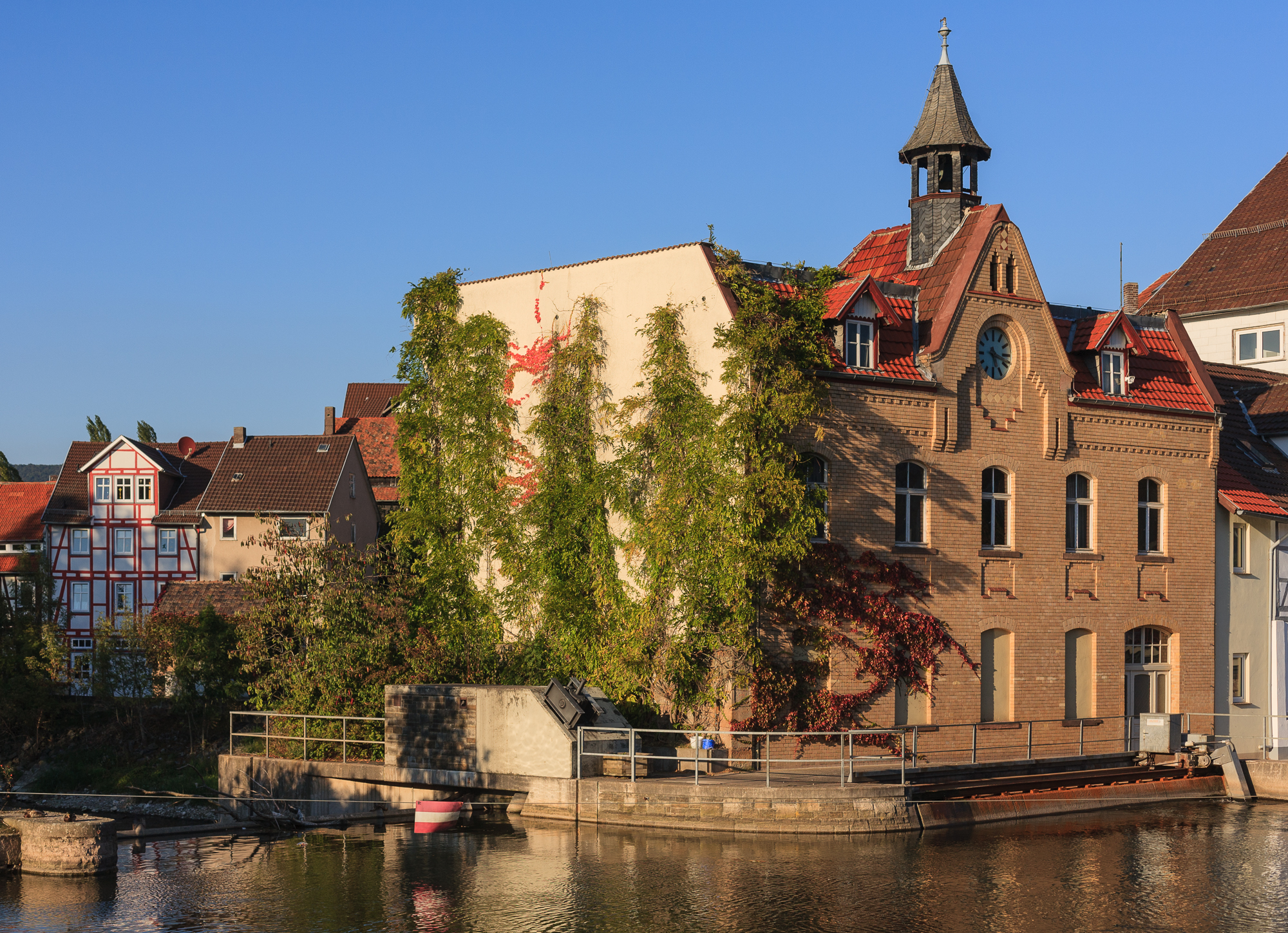
Eschwege - Vechi centrale hidroelectrice "Schabe" (1906)
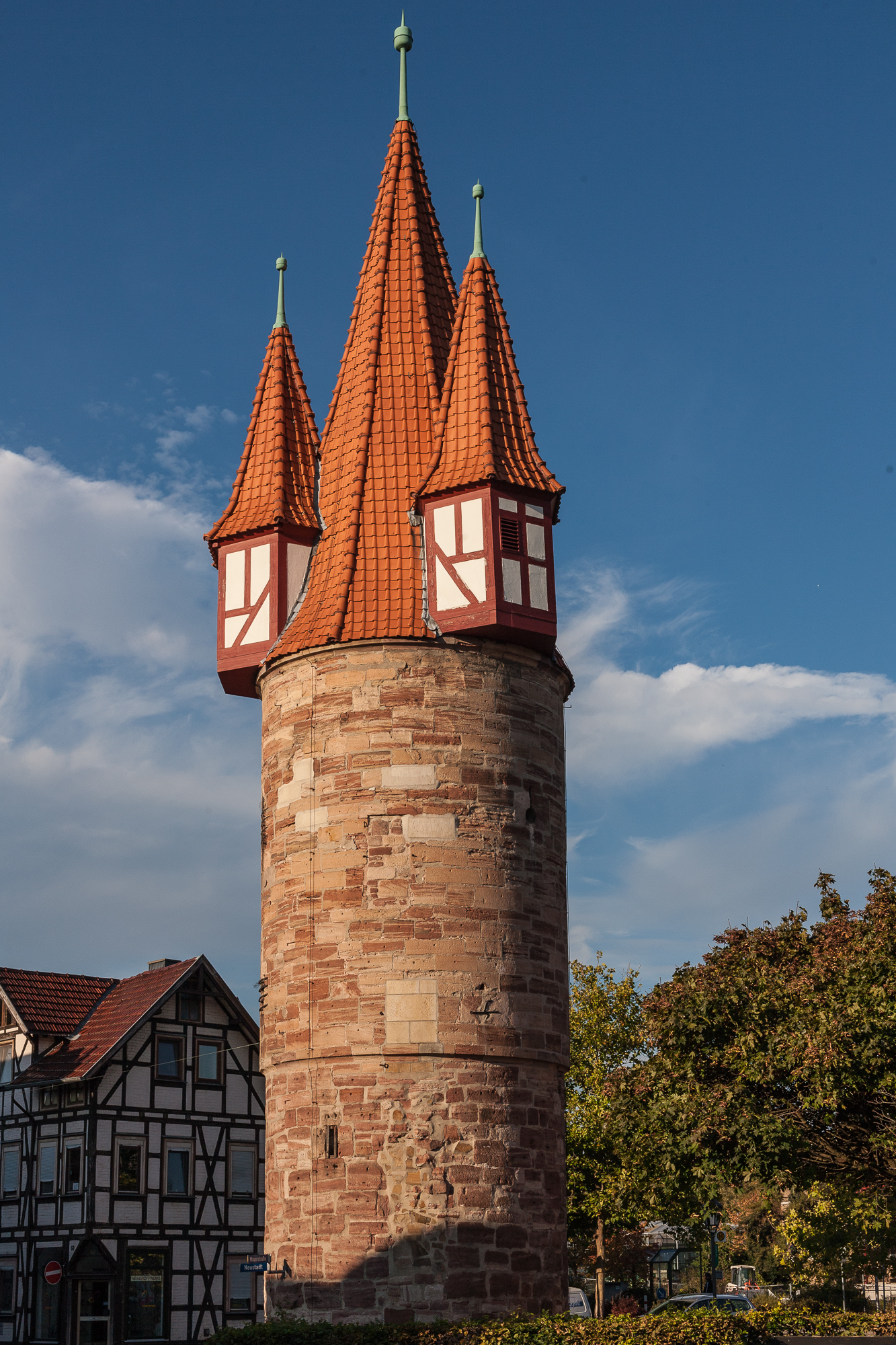
Dünzebacher Gate Tower Eschwege, Fostul fortificație orașului
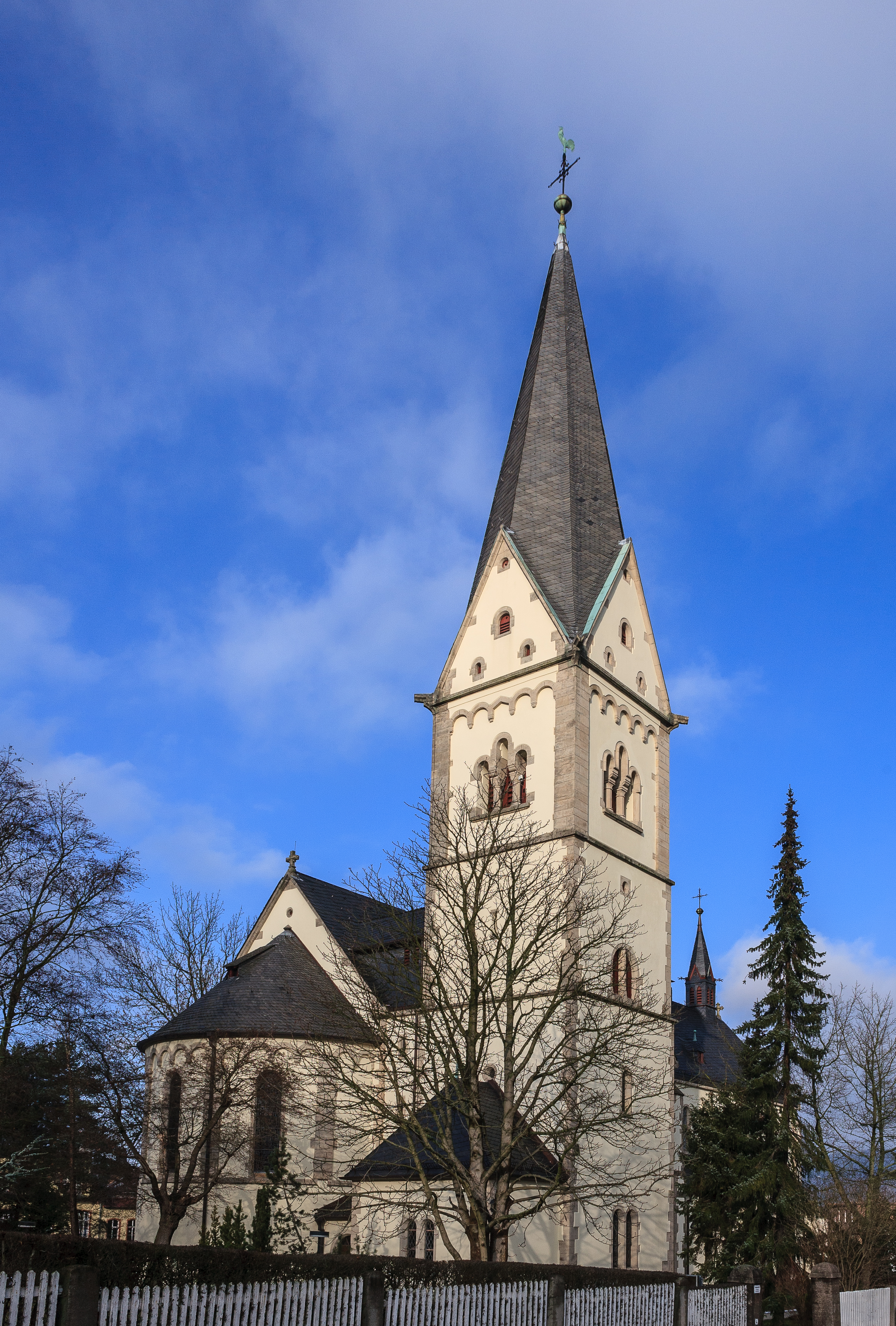
Biserica Catolică St. Elisabeth Eschwege
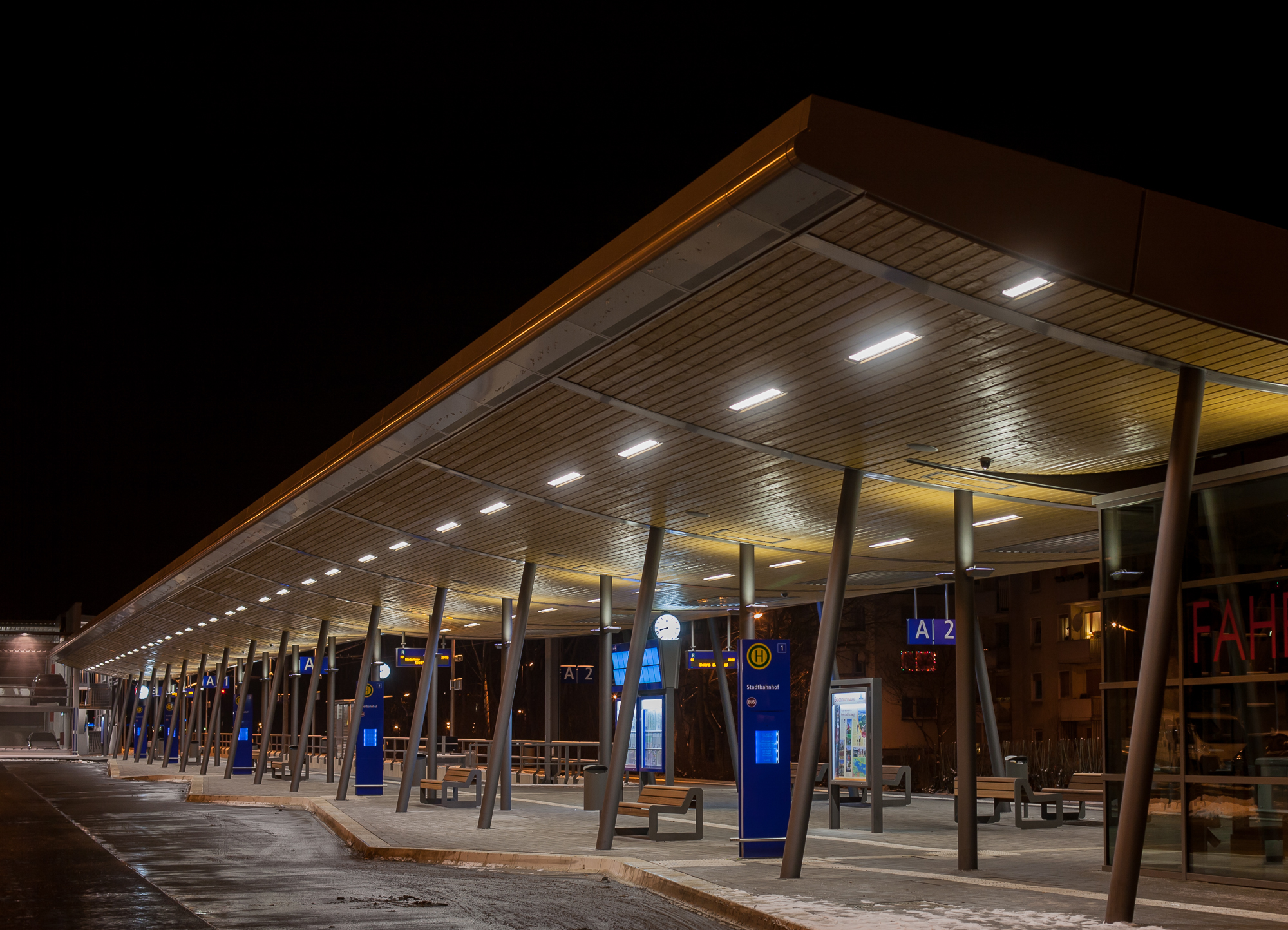
Stație de oraș, Eschwege

1. ↑  Alle politisch selbständigen Gemeinden mit ausgewählten Merkmalen am 31.12.2018 (4. Quartal) (în germană), Statistisches Bundesamt[*], arhivat din original la 10 martie 2019, accesat în 10 martie 2019